# Erebia osmanica
Erebia osmanica är en fjärilsart som beskrevs av Karl Schawerda 1928. Erebia osmanica ingår i släktet Erebia och familjen praktfjärilar. Inga underarter finns listade i Catalogue of Life.